# Cairon
Cairon település Franciaországban, Calvados megyében. Lakosainak száma 2044 fő (2022. január 1.). Cairon Anisy, Authie, Rosel, Saint-Contest, Thaon, Villons-les-Buissons és Rots községekkel határos.

## Népesség
A település népességének változása:
| Lakosok száma | 480  | 809  | 1098 | 1574 | 1830 | 1947 | 1987 | 2021 | 2029 | 2044 |
|               | 1968 | 1982 | 1990 | 2006 | 2013 | 2015 | 2017 | 2019 | 2020 | 2022 |